# Boustrophedon (printer)
Boustrophedon is een werkwijze van een printer. Bij dit soort printers brengt de printer de inkt niet steeds van links naar rechts op het papier. De printer werkt volgens het principe van de boustrophedonwerkwijze; een regel van links naar rechts, de volgende regel van rechts naar links, die daarna weer van links naar rechts enzovoort.
Het voordeel van deze werkwijze is dat het printen sneller verloopt. Er wordt immers geen tijd verspild doordat de printkop van het einde van een regel moet terugbewegen naar het begin van de volgende regel.
De werkwijze wordt meestal geadverteerd als "bi-directioneel", meestal aangevuld met "logic seeking". Het laatste betekent dat de printer bij elke regel bepaalt in welke richting die gedrukt moet worden. Dit is afhankelijk van de positie van de printkop nadat de vorige regel geprint is. Eindigt een alinea met een korte regel, zodat het einde van die regel links op de pagina komt, dan wordt de volgende regel van links naar rechts geprint.